# Volvo Spitsneus
De Volvo Spitsneus, oftewel de LV100-serie, is een serie lichte vrachtwagens, geproduceerd door vrachtwagenfabrikant Volvo tussen 1938 en 1950.
De Volvo LV101 werd in 1938 geïntroduceerd, samen met de voor taxivervoer ontwikkelde PV800-serie. Beide modellen delen dezelfde motor, grille, motorkap en waren verder mechanisch grotendeels identiek. De grotere LV102 staat op een sterker chassis, maar deelt wel dezelfde motor: de 3670 cc EC-motor, een zescilinder zijklep lijnmotor, die 86 pk levert.
In 1940 werd het programma aangevuld met de sterkere LV110, LV111 en LV112, die zich van elkaar onderscheiden door de verschillende wielbases. Tussen 1940 en 1945 werd de Spitsneus ook geleverd met een aangepaste EC-motor, die geschikt gemaakt was voor het gebruik van houtgas: de ECG-motor. De aanvoer van fossiele brandstof was door de Tweede Wereldoorlog onzeker en hout was er genoeg in Zweden. Door het gebruik van deze brandstof nam het vermogen van de motor af tot 50 pk.
In 1947 werd de Spitsneus leverbaar in de gemoderniseerde varianten L201 en L202. De EC-motor werd opgewaardeerd tot de ED-motor en was nu goed voor 90 pk. In 1950 viel het doek voor de Spitsneus en werd hij opgevolgd door de Volvo L340.

## Galerij

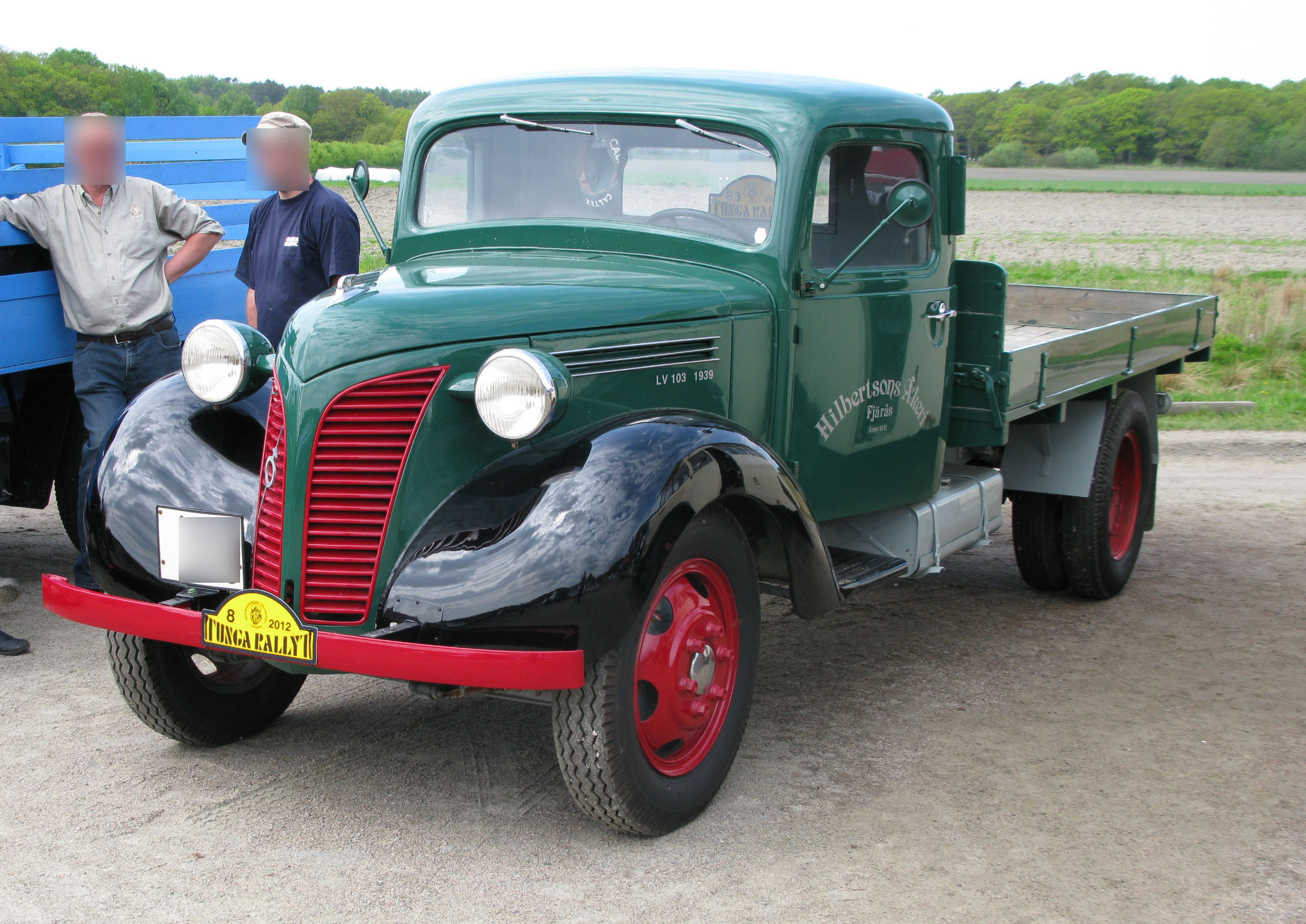
Volvo LV103 1939
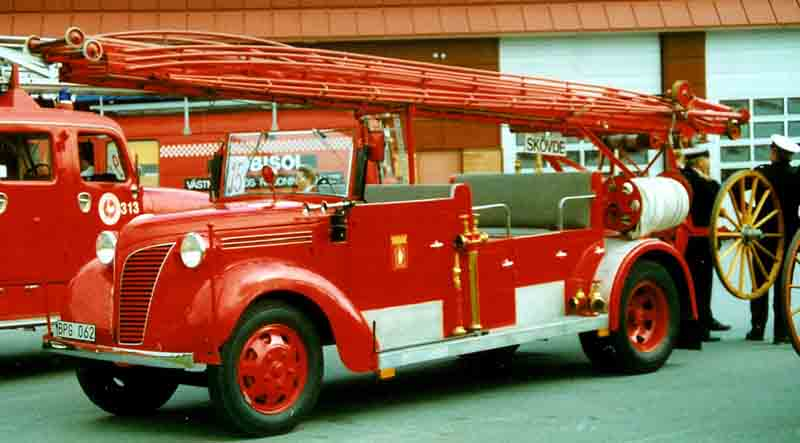
Volvo LV111 brandweervoertuig 1941